# Lewisia
Genre
Classification APG III (2009)
Lewisia est un genre de plantes alpines de petite taille originaire de l'ouest de l'Amérique du Nord, notamment des montagnes et étendues arides de l'Utah, de la Californie, du Nevada jusqu'à la Colombie-Britannique.
Le nom de ce genre commémore Meriwether Lewis (1774-1809), qui prit part à la fameuse expédition Lewis et Clark à travers les États-Unis (1804-1806). Lewis, qui était grand amateur de botanique, de minéralogie et de sciences naturelles, avait cueilli notamment de nombreuses plantes pour fins d'études ultérieures.

## Description
Ces plantes grasses forment une rosette de feuilles d'environ 8 à 10 cm d'envergure et produisent de nombreuses fleurs, de 2 à 3 cm de diamètre, habituellement dans des teintes de rose foncé, d'orange, d'abricot mais aussi de blanc.
Elles figurent parmi les premières vivaces à fleurir au printemps, souvent dès la mi-avril.
Les Lewisia peuvent être obtenues à partir de semis. On devra cependant attendre deux ans avant la première floraison.

## Liste des espèces
On en compte une vingtaine d'espèces, mais une seule est largement utilisée en horticulture, Lewisia cotyledon qui a donné plusieurs hybrides dont les lignées «Ashwood Strain», connues pour leurs grandes fleurs.
- Lewisia brachycalyx Engelm. ex Gray
- Lewisia cantelovii J.T. Howell
- Lewisia cantelowii J. T. Howell
- Lewisia columbiana (T.J. Howell ex Gray) B.L. Robins.
- Lewisia congdonii (Rydb.) S. Clay
- Lewisia cotyledon (S. Wats.) B.L. Robins., Lewisie du Siskiyou
- Lewisia disepala Rydb.
- Lewisia glandulosa (Rydb.) Dempster
- Lewisia kelloggii K. Brandeg.
- Lewisia leana (T. Porter) B. Rob.
- Lewisia leeana (Porter) B.L. Robins.
- Lewisia longipetala (Piper) S. Clay
- Lewisia maguirei A. Holmgren
- Lewisia nevadensis (Gray) B.L. Robins.
- Lewisia oppositifolia (S. Wats.) B.L. Robins.
- Lewisia pygmaea (Gray) B.L. Robins.
- Lewisia rediviva Pursh
- Lewisia serrata Heckard et Stebbins
- Lewisia stebbinsii Gankin et Hildreth
- Lewisia triphylla (S. Wats.) B.L. Robins.
- Lewisia tweedii
- Lewisia × whiteae Purdy